# Octaspidiotus machili
Octaspidiotus machili är en insektsart som först beskrevs av Takahashi 1931.  Octaspidiotus machili ingår i släktet Octaspidiotus och familjen pansarsköldlöss.
Artens utbredningsområde är Taiwan. Inga underarter finns listade i Catalogue of Life.